# گینتاوتاس ماتولیس
گینتاوتاس ماتولیس (لیتوانیایی: Gintautas Matulis؛ زادهٔ ۶ دسامبر ۱۹۸۶) بازیکن بسکتبال ۳ نفره اهل لیتوانی است.
وی در مسابقات کشوری و بین‌المللی در مجموع برندهٔ ۱ مدال نقره، ۱ مدال برنز شده است.